# Familie McCormick
De familie McCormick zijn fictieve personages uit de animatieserie South Park. Stuart en Carol zijn de ouders van Kenny McCormick, een van de hoofdpersonages uit de serie. Verder hebben ze nog 2 andere kinderen; Kevin, een zoon en Karen, een dochter. De stem van Stuart wordt ingesproken door Matt Stone en de stem van Carol door April Stewart, vroeger werd haar stem gedaan door Mary Kay Bergman en Eliza Schneider.
De familie is de armste van de hele stad, iets dat Eric Cartman vaak aan Kenny duidelijk maakt. De relatie tussen Stuart en Carol lijkt in de meeste afleveringen niet erg goed. Ze zijn vaak aan het ruziën of aan het vechten. Het gezin woont in een oude bungalow, gebouwd door Stuart en Gerald Broflovski in hun jeugd.

## Kinderen

### Stuart
De Vader van de Mccormick familie. Stuart is alcoholverslaafd maar kan het goed vinden met de andere vaders waaronder Randy Marsh en Gerald Broflovski

### Carol
De moeder van de Mccormick familie. Carol klaagt over huurproblemen en kan het niet goed vinden met Stuart ook Carol is verslaafd aan drank. Toch kan zei het goed vinden met Lisa Cartman Sheila Broflovski en Sharon Marsh. Met Sheila had ze ten tijden van South Park Bigger Longer Uncut geen goede connectie omdat zij zorgen maakte over de kinderen over haar en die van andere moeders

### Kenny
Kenny is een van de vier hoofdpersonages. Hij draagt een parka en is vooral bekend vanwege het feit dat hij telkens weer opnieuw wordt vermoord, de ene keer op een nog gruwelijkere wijze dan de andere keer.

### Kevin
Over Kevin is niet veel bekend. Hij heeft bruin haar en lijkt een paar jaar ouder dan Kenny, maar komt een stuk minder voor dan zijn broertje. Daarnaast spreekt Kevin nauwelijks. In de eerste afl is bekend dat Kevin op een ZMLK School zit en in een Speciaal Vervoer reist

### Karen
In de aflevering "Best Friends Forever" is bij de familie McCormick nog een meisje te zien. Ze praat niet en komt verder niet voor. Er wordt gezegd dat ze Kenny's zusje is maar dat is onzeker.
Zij is nog nooit te zien geweest op South Park Elementary, de school waar alle hoofdpersonages op zitten.